# Trinitatis Kirke, Köpenhamn

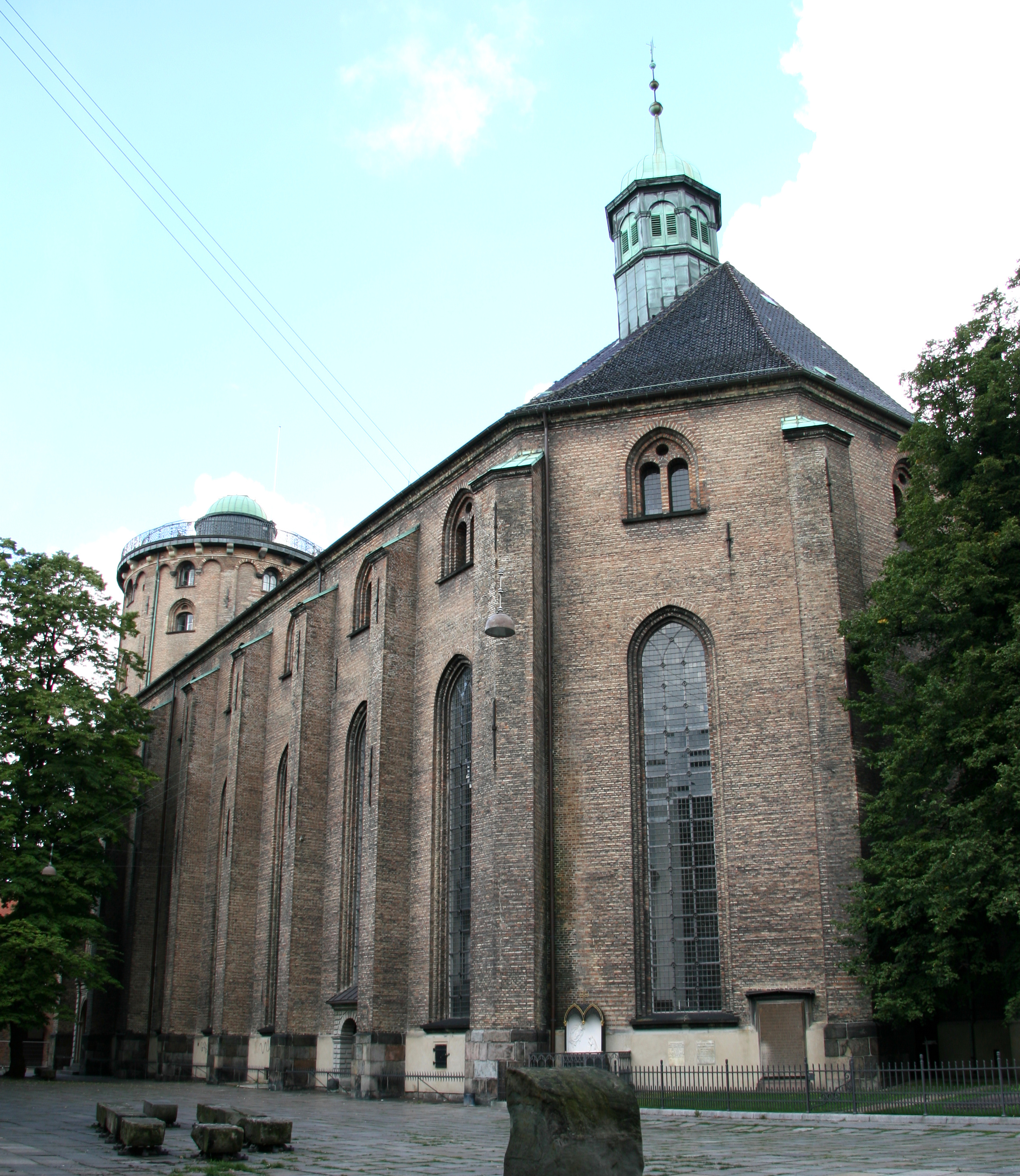
Trinitatis Kirke

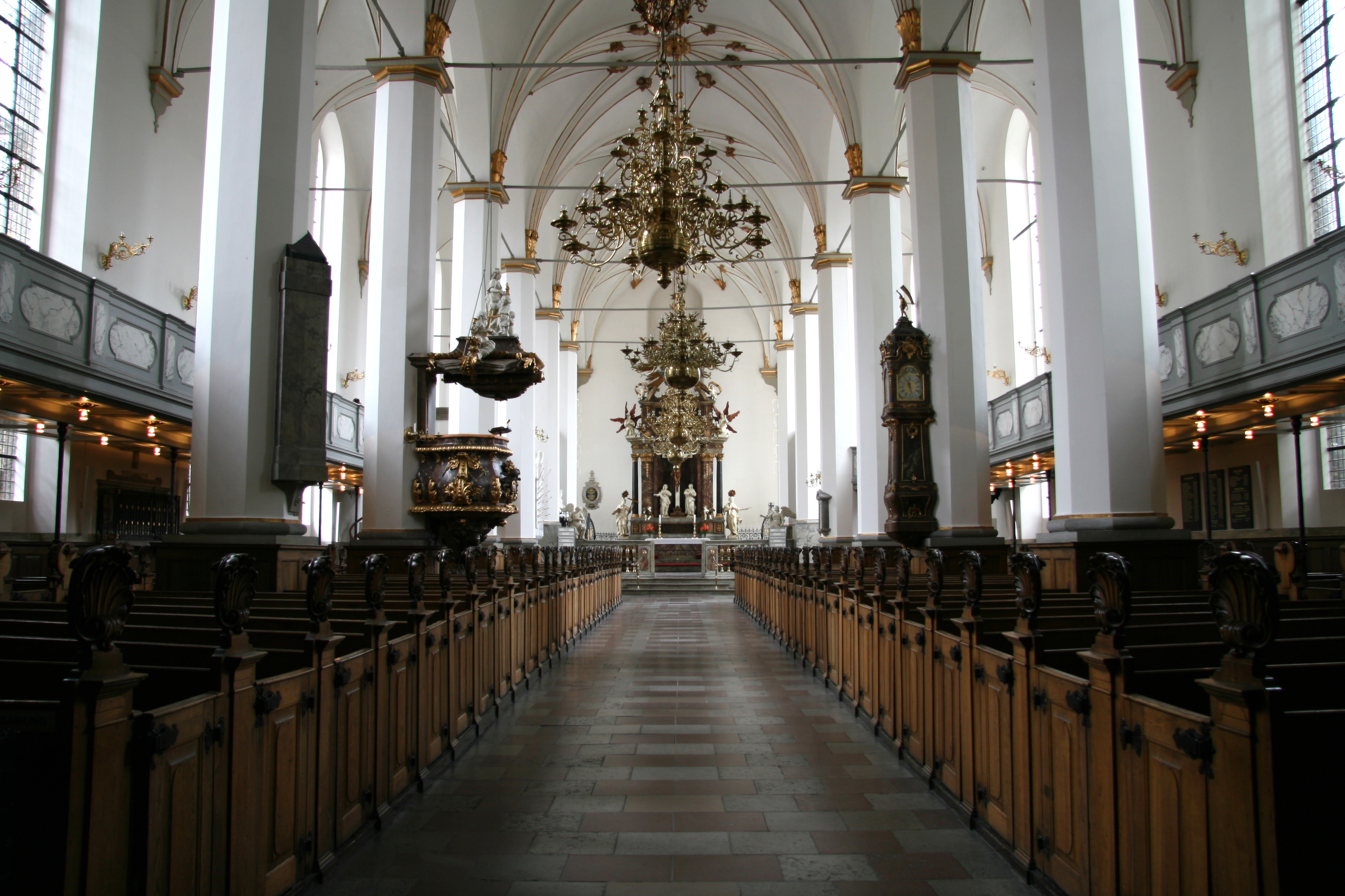
Interiör mot öst

Trinitatis Kirke (Trefaldighetskyrkan) är en kyrkobyggnad i Köpenhamn. 

## Allmänt om byggnaden
Kyrkan ritades av Jørgen Scheffel.
Kyrkorummet är högt. Det finns två rader med höga, smala åttakantiga pelare som ger ett ljust och rymligt intryck åt rummet. Predikstolen och altaret pryds av figurer i ekträ. I koret står ett marmormonument över fältmarskalken greve Hans Schack. Där finns också monument över professor Arnas Magnæus (Árni Magnússon), Hans Gram med flera.
Kyrkobyggnaden har ett kupoltorn kallat Rundetårn, Runda tornet. Det anses ha blivit uppfört efter ett utkast av astronomen Christen Longomontanus, elev till Tycho Brahe. Det ritades av Hans van Steenwinckel den yngre. Längst upp i tornet finns ett astronomiskt observatorium.

## Historik
Grundstenen till kyrkan lades av Kristian IV av Danmark den 7 juni 1637. Fredrik III av Danmark fullbordade byggnaden år 1656. Kyrkan har fått sitt namn efter dagen den invigdes, 1 juni 1656, vilket det året inföll på Heliga Trefaldighets dag (latin Trinitatis).
Kyrkan var från början avsedd att vara en universitetskyrka, och predikningar hölls på latin fram till 1683 när allmänheten fick tillträde.
I den stora eldsvådan 1728 blev tak och ornament förstörda, men efter tre års reparationsarbete var kyrkan återställd. Observatoriet totalförstördes. År 1780 ersattes det ursprungliga runda observatoriet.
Vid reformationsfesten 1817 genomfördes en fullständig renovering.
Den 1 juni 1856 högtidlighölls kyrkans tvåhundraårsjubileum.